# 김갑수 (정치인)
김갑수(1967년 ~ , 인천광역시)는 대한민국의 정치학자이다.

## 이력
1967년 인천광역시에서 출생하였다. 초등학교, 중학교, 고등학교를 경상남도 창원시에서 졸업했다. 이후 1994년 부산대학교 사학과를 졸업했다. 대학 졸업 후 방송인으로 1994년부터 1997년까지 경남 MBC에서 아나운서로 첫 직장 생활을 했다. 이후 1997년부터 2000년까지 부산 KNN에서도 아나운서로 일했다. 이후 2000년을 기하여 부산KNN 아나운서 직위를 사퇴하며 프리랜서를 선언하였다.
학생운동을 하던 1988년 변호사 노무현이 부산 동구에서 첫 출마를 했을 때 자원봉사를 했다. 이후 2001년 지인의 권유로 대통령 후보 국민 경선을 준비하던 민주당 최고위원 노무현의 선거 캠프에 합류하며 처음 정치계에 발을 들여 놓았다. 2002년 노무현 민주당 국민경선후보 보좌역, 16대 대통령 선거대책위원회 인터넷 본부 방송국장, '노무현 라디오'(www.radioroh.com)와 그 후신인 '라디오21'의 대표를 역임했다. 17대 총선을 앞두고 정동영 당의장의 홍보특보 관련 지위로 열린우리당에 입당하게 되고 이후 당의장 비서실 차장과 당 부대변인을 지냈다. 2012년 민주통합당 창원시 의창구 지역위원장을 지냈고 19대 총선을 앞두고 통합진보당 문성현 야권 단일 후보 선거대책위원회의 상임본부장을 역임했다.
2003년 SBS의 TV 시사 프로그램 《생방송 세븐데이즈》 MC가 되었다. 2005년 연세대학교 언론홍보대학원에 입학했으나 바쁜 정당 활동으로 2학기 만에 포기했다. 2008년 영국으로 유학을 떠나 셰필드 대학교 대학원에서 정치학을 전공했고 2010년 '한국 민주주의를 통해 본 민주주의 공고화 이론의 허와 실'이란 주제로 정치학 석사학위를 받았다.
2011년부터 경희대학교 후마니타스 칼리지 외래교수로 '시민교육'을 강의했다. 2013년부터 2016년까지 한국사회여론연구소 대표를 지냈다. 2014년 10월부터 CBS 기자 변상욱과 함께 《변상욱-김갑수의 스타까토》를 진행하며 시사평론을 하였다.